# Ezequiel Calvente
Ezequiel Calvente Criado, genannt Ezequiel (* 12. Januar 1991 in Melilla), ist ein spanischer Fußballspieler. Er wird als Mittelfeldspieler vorrangig auf dem Flügel eingesetzt.

## Karriere

### Verein
Ezequiel spielte in seiner Jugend für den FC Granada, bevor er mit elf Jahren in die Jugendabteilung von Betis Sevilla wechselte, nachdem er bei einer Meisterschaft in Sevilla entdeckt wurde. Im Sommer 2009 schaffte er den Sprung in die zweite Mannschaft und ein Jahr später gehörte er zum Kader der ersten Mannschaft. Am 29. August 2010, dem 1. Spieltag der Saison 2010/11, debütierte er als Profi, als er im Heimspiel gegen seinen ehemaligen Klub FC Granada (4:1) in der Halbzeitpause für Juan Pablo Caffa eingewechselt wurde. Nach dem Aufstieg in die Primera División 2012, war er jedoch nur noch Ergänzungsspieler. Er wurde im Januar 2012 bis zum Saisonende 2011/12 an den Zweitligisten CE Sabadell ausgeliehen, wo er wieder regelmäßiger zum Einsatz kam. Nach seiner Rückkehr im Sommer 2012 bekam er von Betis die Genehmigung, sich einen anderen Verein suchen zu dürfen.
Daraufhin bestritt er beim deutschen Bundesligisten Borussia Mönchengladbach ein Probetraining, konnte jedoch nicht überzeugen und wurde nicht verpflichtet. Ende Juli 2012 begann Ezequiel ein Probetraining beim deutschen Bundesligisten SC Freiburg und wurde kurz darauf für ein Jahr bis zum Saisonende 2012/13 ausgeliehen.

### Nationalmannschaft
Ezequiel spielte bisher seit der U19 für alle Jugendauswahlmannschaften des spanischen Fußballverbandes. Im Sommer 2010 nahm er mit der U-19 an der Europameisterschaft in Frankreich teil und scheiterte erst im Finale am Gastgeber. Im Sommer 2011 nahm er mit der U20 an der Weltmeisterschaft in Kolumbien teil, wo er mit der Mannschaft im Viertelfinale an Brasilien scheiterte.